# Laphria nusoides
Laphria nusoides là một loài ruồi trong họ Asilidae. Laphria nusoides được Bromley miêu tả năm 1931. Loài này phân bố ở vùng nhiệt đới châu Phi.